# Summerfield (Illinois)
Pour les articles homonymes, voir Summerfield.
Summerfield est un village du Comté de Saint Clair dans l'Illinois. Sa population est estimée à 414 habitants.

## Personnalités liées au village
- Friedrich Hecker
- Paul Soldner